# Habo
Habo ([ˈhɑːbʊ]ⓘ) es una localidad y sede del municipio homónimo en la provincia de Jönköping al sur de Suecia. Se ubica sobre la rivera sudoeste del Vättern.

## Demografía
| Gráfica de evolución de Habo entre 1960 y 2018 |
|                                                |